# روبرت بريسكوت ستيوارت
روبرت بريسكوت ستيوارت (بالإنجليزية: Robert Prescott Stewart)‏ هو موزع وملحن أيرلندي، ولد في 16 ديسمبر 1825 في دبلن في جمهورية أيرلندا، وتوفي بنفس المكان في 24 مارس 1894.

## وصلات خارجية
- روبرت بريسكوت ستيوارت على موقع ميوزك برينز (الإنجليزية)
- روبرت بريسكوت ستيوارت على موقع أول ميوزيك (الإنجليزية)
- روبرت بريسكوت ستيوارت على موقع ديسكوغز (الإنجليزية)